# Raja Pervez Ashraf
Raja Pervez Ashraf ou Raja Pervaiz Ashraf (en ourdou : راجہ پرویز اشرف), né le 26 décembre 1950 à Sanghar dans le Sind, est un homme d'État pakistanais. Il est Premier ministre du 22 juin 2012 au 24 mars 2013.
Membre du Parti du peuple pakistanais, il est député de 2002 à 2013. Il est également ministre de l'Eau et de l'Énergie de 2008 à 2011 dans le cabinet de Youssouf Raza Gilani. Après la disqualification de ce dernier par la Cour suprême il devient Premier ministre le 22 juin 2012, élu par l'Assemblée nationale pour les neuf derniers mois de mandat de sa majorité. Comme son prédécesseur, il entre en conflit avec le pouvoir judiciaire et est accusé de corruption.
Le 16 avril 2022, il devient président de l'Assemblée nationale.

## Jeunesse et études
Raja Pervez Ashraf est né à Sanghar, dans le district de Sanghar, dans le sud de la province du Sind. Il est cependant originaire de Gujar Khan, situé dans le district de Rawalpindi, dans le nord de la province du Pendjab. Il est issu d'une famille de propriétaire terrien de la classe moyenne. Certains membres de sa famille ont connu une carrière politique, comme son oncle qui a été ministre dans les années 1960 durant la présidence de Muhammad Ayub Khan.
Raja Pervez Ashraf est diplômé de l'université du Sind en 1970.
Il est marié et a deux fils et deux filles.

## Carrière politique

### Député

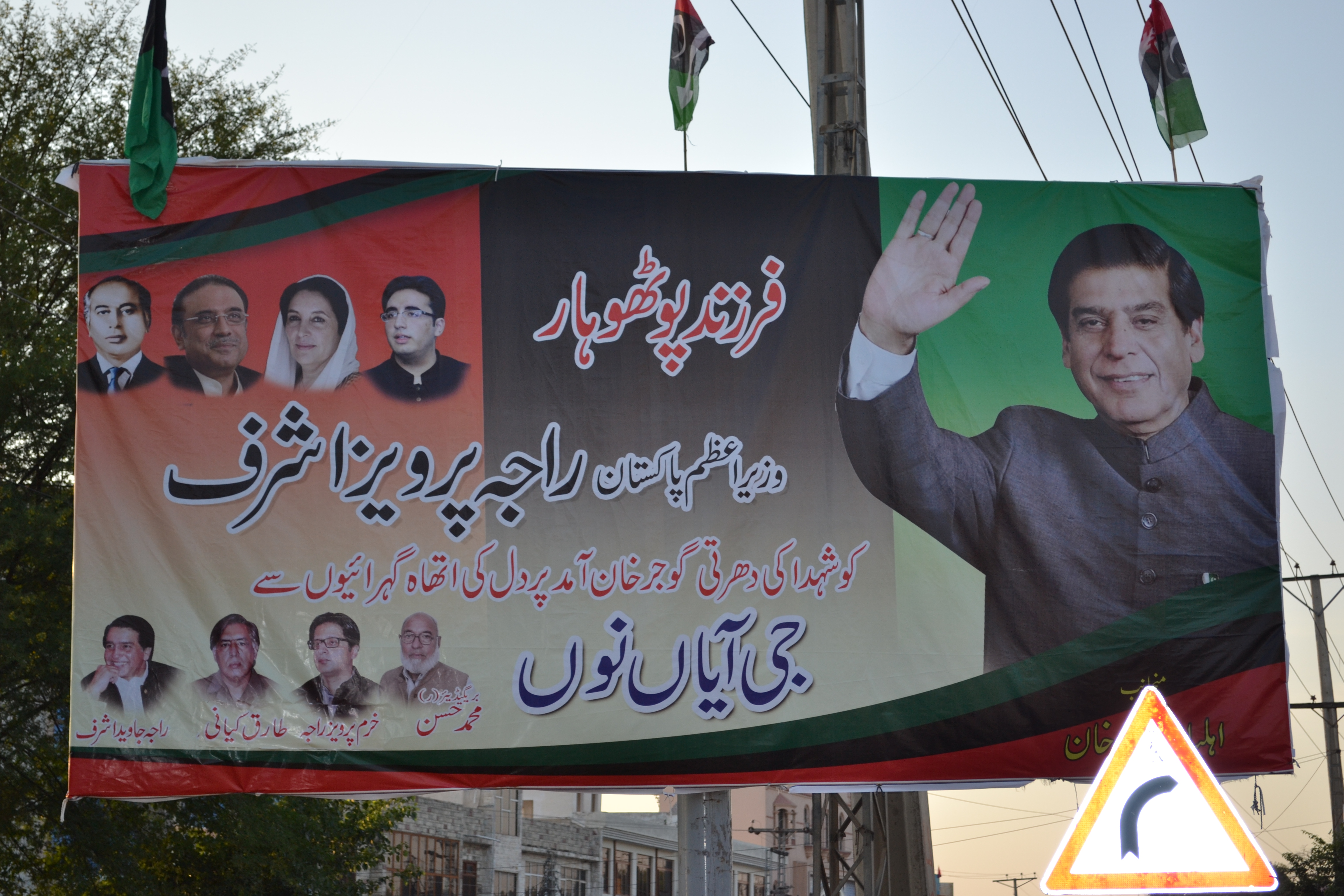
Affiche électorale de Raja Pervez Ashraf (droite) pour les élections législatives de 2008.

Raja Pervez Ashraf a été élu trois fois député dans la circonscription no 2 de Rawalpindi après avoir successivement perdu les élections de 1990, 1993 et 1997. Se présentant sous l'étiquette du Parti du peuple pakistanais, cette ville dans le nord du Pendjab est en effet assez peu favorable à son parti.
Lors des élections de 2002, il est élu avec 46,9 % des voix face à cinq autres candidats dans la deuxième circonscription de Rawalpindi. Lors des élections de 2008, il est élu moins largement dans sa circonscription. Il obtient 38,8 % des voix et bat quatre autres candidats, dont le candidat de la Ligue musulmane du Pakistan (Q) qui obtient environ 33,7 % des voix. 
Lors des élections législatives de 2013, alors que son parti est nettement défait, il perd largement sa circonscription en obtenant 29 % des voix contre 52 % pour le candidat de la Ligue musulmane du Pakistan (N). Il retrouve toutefois son siège de député à l'occasion des élections législatives de 2018 où il remporte 38 % des voix face à neuf autres candidats. 

### Ministre
Après la victoire de son parti, le Parti du peuple pakistanais, aux élections législatives de février 2008, Raja Pervez Ashraf intègre le cabinet ministériel du Premier ministre Youssouf Raza Gilani en tant que ministre de l'Eau et de l'Énergie, jusqu'au 19 février 2011, mais il n'obtient plus de poste après un important remaniement ministériel.

### Premier ministre
Le 19 juin 2012, le Premier ministre Youssouf Raza Gilani est destitué par la Cour suprême pour outrage à la justice et Raja Pervez Ashraf n'est alors pas le candidat le plus favori. C'est d'abord Makhdoom Shahabuddin qui est choisi comme candidat du parti le 20 juin par le président de la République Asif Ali Zardari, mais celui-ci est alors immédiatement accusé par la justice de trafic de drogue, ayant accordé à un laboratoire de Multan des quotas illégaux d'éphédrine. Raja Pervez Ashraf est alors désigné comme candidat par le Parti du peuple pakistanais la veille du vote de l'Assemblée nationale.

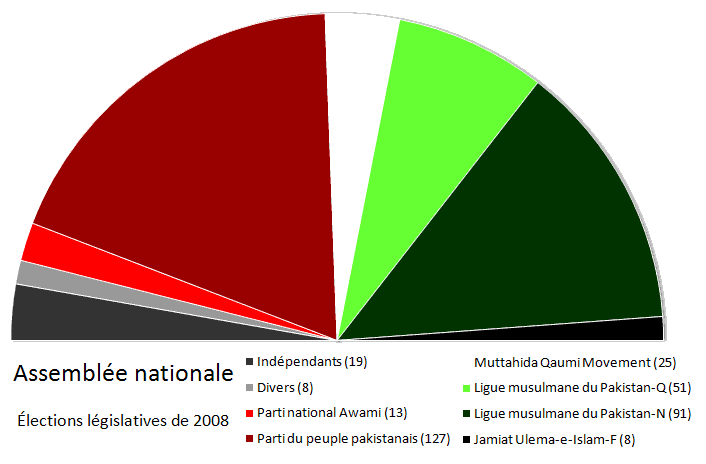
Composition de l'Assemblée nationale après les élections de 2008. La coalition formée sous Ashraf comprenait le PPP, la LMP-Q, le MQM et l'ANP.

Le 22 juin 2012, il fait face à un seul candidat, celui du principal parti d'opposition la Ligue musulmane du Pakistan (N), après le retrait de plusieurs candidats, dont l'islamiste Fazal-ur-Rehman qui se retire au dernier moment après des pressions. À ce titre, les députés de l'opposition ont scandé le slogan « quel a été le prix ? » à propos du retrait de Rehman lors du vote. Raja Pervez obtient la majorité absolue lors du vote avec 211 voix en sa faveur contre 89 pour le candidat de l'opposition.
Comme pour son prédécesseur Youssouf Raza Gilani, la Cour suprême lui adresse l'injonction le 12 juillet 2012 d'écrire aux autorités suisses la lettre pour demander la réouverture des enquêtes pour détournements de fonds visant le président de la République Asif Ali Zardari. Le 25 juillet, Cour suprême lui donne jusqu'au 8 août pour exécuter l'ordre.
Le 15 janvier 2013, la crise politique s'aggrave brutalement alors que la Cour suprême ordonne l'arrestation du Premier ministre pour corruption et alors que des manifestations pacifiques lancées par le religieux Tahir-ul-Qadri demandent des élections anticipées. Imran Khan demande lui la démission du président et des élections le plus tôt possible. Le parti au pouvoir accuse la Cour suprême de collusion avec ce mouvement pour déstabiliser le gouvernement. Raja Pervez Ashraf est accusé d'avoir perçu des pots-de-vin dans le cadre de contrats pour un projet énergétique quand il était ministre de l'eau et de l'énergie.
Les élections se sont déroulées à la date prévue, le 11 mai 2013, mais disqualifié le 16 avril, il ne peut y participer. Le 24 mars, Raja avait laissé sa place au Premier ministre par intérim Mir Hazar Khan Khoso, nommé par la commission électorale pour le bon déroulement du scrutin.

### Président de l'Assemblée nationale
Le 16 avril 2022, dans le contexte de la crise politique, il est élu président de l'Assemblée nationale, sans opposition, en remplacement d'Asad Qaiser après un intérim effectué par Ayaz Sadiq. 

## Annexe